# Українці Шрі-Ланки
Українці Шрі-Ланки — особи з українським громадянством чи українського походження, що проживають у Шрі-Ланці.
Українці у Шрі-Ланці оселились у серпні 1950 році. Першими поселенцями були інженер Володимир Шехович з родиною, його брат інженер Роман Шехович з родиною та Ася (Іванна) Левицька. Проживали у місті Ампара. Приблизно наприкінці 1950-х – на початку 1960-х рр. усі вони виїхали з Цейлону. Відтоді української громади у Шрі-Ланці не існує[джерело?].